# Батавијска република
Батавијска република је вазална држава Француске, а постојала је од 1795. до 1806. године. Обухватала је Холандију као републику створену према узору на француску републику. 

## Француска армија истерала краља
Проглашена је 19. јануара 1795, дан након што је Виљем V од Орањеа побегао у Енглеску после инвазије француске револуционарне армије. Француска револуционарна армија је нашла у Холандији довољно савезника. Осам година пре тога догађаја у Холандији је био мали грађански рат у коме су оранжисти победили захваљујући помоћи пруског краља. Многи револуционари су тада побегли у Француску и вратили су се са француском војском спремни да остваре своје идеале.

## Мирољубива револуција
За разлику од Француске, револуција у Холандији је изведена релативно мирољубиво. Земља је два века била република и имала је ограничено племство. Гиљотина се није користила. Стара република је била заснована на феудалним институцијама. Процес доношења одлука је био јако спор и региони су имали право да блокирају проглашење закона. Батавијска република је била централизована унитарна држава, а не слаба конфедерација независних региона. Јевреји, лутерани и католици су добили једнака права. Донесен је кључан закон о правима човека и грађанина. Први службени стандард изговора холандског језика издан је 1804. године.

Нова република је узела име Батавијска, према германском племену  Батавијцима, који су живели у Холандији у римско време и које се романтички сматрало прецима холандске нације. За разлику од Француске, нова република није имала владавину терором или диктатуру. Промене су се изводиле споља када је на власт дошао Наполеон. Наполеон је 1805. поставио оштроумног политичара Шимелпенинка за председника републике да би ојачао извршну власт. Наполеон је 1806. присилио Шимелпенинка на оставку. Тада је Наполеонов брат Луј Бонапарта постао краљ Краљевине Холандије.

## Државни удари
Једини знак политичке нестабилности била су три државна удара. Први је био 1798. када су унитаристичке демократе биле незадовољне спорошћу демократских реформи. Након неколико месеци био је други државни удар, којим је завршена диктатура унитариста. Национална скупштина, која је била сазвана 1796. је била подељена борбама различитих фракција. Трећи државни удар био је 1801, када је један Француз, кога је подржавао Наполеон извео конзервативни државни удар и поништио је све промене након удара из 1798. године. Батавијска влада је била популарнија у народу од прица од Орањеа. То је постало очито за време британско-руске инвазије 1799. године.

## Пропаст трговине и губитак колонија
Батавијска Република, као француска вазална држава, била је француски савезник у ратовима са Великом Британијом. Због тога је Холандија изгубила већину Холандског колонијалног царства, а холандска флота је била поражена у бици код Кампердауна 1797. године. Пропаст холандске трговине изазвала је серију економских криза. Тек у другој половини 19. века ће се Холандија вратити на стање некадашњег богатства.